# Радич (гора)
Ра́дич — гора в західній частині Самбірського району Львівської області. Розташована на схід від міста Добромиль і на північ від міста Хирів.
Радич має форму невеликого хребта, завдовжки бл. 3 км, який, подібно до інших карпатських хребтів, простягається з південного сходу на північний захід. Має дві пологі вершини — східну (519 м) і західну (500 м). Схили порівняно круті (особливо північні). Гора майже суцільно поросла лісом, переважно граб. На південно-західних схилах (у районі села Рожеве) є сади.
Гора Радич характеризується типово карпатськими ландшафтами. Проте її можна віднести до так званих острівних гір, адже на північ та північний схід від неї простягається Сянсько-Дністровська вододільна рівнина, а до найближчих гір, гори Гербурта і Чернечої гори,— бл. 5 км. Від карпатських гір Радич відділений котловиною, в якій розташоване місто Добромиль та кілька сусідніх сіл, а також долиною річки Стривігор у районі міста Хирова.

## Цікаві факти
- На одному з заліснених пагорбів при північний схилах Радича, неподалік від села Посада-Новоміська, розташовані залишки (земляні вали) городища X—XI ст. В народі це місце називають «Спалисько»[1].
- Через східну вершину гори проходить Головний європейський вододіл.
- Серед південно-західних схилів гори до Другої світової війни існувало село німецьких поселенців, яке називалось Розенбург (нім. Rosenburg). Тепер воно має назву Рожеве.
- При північно-західних та південно-західний схилах Радича проходить залізнична колія так званої Першої угорсько-галицької залізниці. Залізниця побудована в 1872 році. Це була перша транскарпатська повністю двоколійна залізниця.